# Диферент
Дифере́нт е морски термин, ъгъл на отклонение на корпуса на съда от хоризонтала в надлъжно на корпуса направление, разлика в газенето на кърмата и носа на съда. В авиацията за означаване на същия ъгъл, задаващ ориентацията на летателния апарат, се използва терминът тангаж.

## Определяне на газене и диферент на съда
За определяне на газенето и на диферента в носовата, респективно в кърмовата част на двата борда се нанасят марки за потапяне в дециметри с арабски цифри. Долният ръб на цифрите съответства на газенето. Ако газенето при кърмата е по-голямо от това на носа, се казва, че съдът има диферент към кърмата, а при газене на кърмата по-малко от газенето на носа – диферент към носа.
- Диферентът е с отрицателен знак при диферент към кърмата – т.е. газенето по носа е по-малко, от газенето по кърмата.
- Диферентът е с положителен знак при диферент към носа – т.е. газенето по носа е по-голямо, от газенето по кърмата.
- Диферентът е равен на нула, ако газенето по носа е равно на газенето по кърмата. Това състояние се нарича също „кораб на равен кил“.

Средното газене е полусума от газенето при носа респективно при кърмата.
Следва да се отбележи, че тангажът в авиацията е дефиниран обратно на диферента.